# Jongiana
Jongiana là một chi bướm ngày thuộc họ Bướm nâu.